# 托尔尼基奥斯家族
托尔尼基奥斯家族（希臘語：Τορνίκιος, Τορνίκης；阴性形式为托尔尼基娜）是拜占庭帝国的一个贵族家族，其祖先来自亚美尼亚与格鲁吉亚，10世纪中期开始在拜占庭帝国崭露头角，并在帝国中后期具有较高的地位，参与了许多军事与政治事务，13世纪他们与皇族巴列奥略王朝联姻，地位进一步提高。

## 历史

### 拜占庭中期
10世纪初，塔隆的格里戈尔一世之弟，亚美尼亚的割据王公阿布·加尼姆曾受邀前往君士坦丁堡，并先后被授予“首席持剑者”与“贵族”的头衔，其自托尔尼克（ T‘ornik）也被封为“贵族”。托尔尼克死后，其遗孀与儿子尼古拉斯·托尔尼基奥斯（Nikolaos Tornikios）受罗曼努斯一世（920-944年在位）邀请，前往君士坦丁堡定居，从此进入拜占庭帝国的政治体系。托尔尼克的亚美尼亚语名字（源自亚美尼亚语“孙子”，t'orn ）在希腊文中转写成Tornikios或Tornikes，后人以此为姓氏。
尼古拉斯和利奥·托尔尼基奥斯（二人可能是兄弟）都选择帮助君士坦丁七世政变废黜他的共治皇帝君士坦丁·勒卡佩诺斯与斯蒂芬·勒卡佩诺斯（945年）。10世纪还有一位约翰·托尔尼克，在格鲁吉亚王公陶的大卫三世的手下担任将领，但他与家族其他成员的关系未知，约翰后来在拜占庭阿索斯山的伊维龙修道院出家为修士，但后来又为巴西尔二世执行外交与军事任务，979年，他成功镇压了巴尔达斯·斯克勒罗斯的叛乱。约翰的亲属也在拜占庭帝国担任高官。
11世纪，长期担任军职的利奥·托尔尼基奥斯曾以阿德里安堡为基地，起兵反叛君士坦丁九世并称帝，但最终失败，1047年圣诞节时被俘虏并致盲。12世纪前期，这一家族几乎在记载中消失，直到12世纪末才有新记载，这一时期的有名人物是乔治·托尔尼基奥斯（George Tornikios）他在君士坦丁堡担任《诗篇》与《福音》的教师（didaskalos），同时也是神职人员与活跃的作家，他的信件提供了许多有关这一时期的以弗所的信息。

### 拜占庭后期
12世纪后，家族成员主要担任民事职务，并逐渐重新在政治舞台上活跃起来。德米特里·托尔尼基奥斯（Demetrios Tornikios）和他的儿子君士坦丁·托尔尼基奥斯都曾出任“邮传书记”，德米特里的次子优西米奥斯·托尔尼基奥斯则担任助祭，并有作品传世，大约创作于1200-1205年。1204年第四次十字军攻占君士坦丁堡之后，家族成员前往尼西亚帝国，继续出任高级官职。君士坦丁之子德米特里曾担任狄奥多尔一世的“仲裁官”，其子君士坦丁1259年被封为“至尊者”。约翰·托尔尼基奥斯（John Tornikios）1258年时担任色雷斯西亚军区都督，可能是君士坦丁的兄弟。1261年君士坦丁堡被收复后，家族也返回故都，君士坦丁在1264年时曾出任君士坦丁堡城市行政官。
托尔尼基奥斯家族也与许多贵族家族联姻，包括皇族巴列奥略家族，其地位在14世纪有所上升。君士坦丁·托尔尼基奥斯·巴列奥略（Constantine Tornikios Palaiologos）在1326年时担任“警戒军团大长官”，可能是其子的德米特里·托尔尼基奥斯·巴列奥略（Demetrios Tornikios Palaiologos）则曾于1337-1339年担任“大营队长（Megas droungarios）”与“首领” 。安德洛尼卡·托尔尼基奥斯·巴列奥略（Andronikos Tornikios Palaiologos）曾任“伴寝官”；米海尔·托尔尼基奥斯·巴列奥略（Michael Tornikios Palaiologos）曾任“马厩大伯爵”，并在安德洛尼卡二世与安德洛尼卡三世的内战中担任前者的顾问。

## 引用
1. 1 2  Kazhdan 1991，第2096頁.
2. 1 2 3 4  Stouraitis 2005.
3. ↑  Wortley 2010，第228頁.
4. ↑  Kazhdan 1991，第2097–2098頁.
5. 1 2  Kazhdan 1991，第2097頁.